# Cranogona duboscqui
Cranogona duboscqui är en mångfotingart som först beskrevs av Henri W. Brölemann 1903.  Cranogona duboscqui ingår i släktet Cranogona och familjen Anthogonidae. Inga underarter finns listade i Catalogue of Life.